# Pherbecta
Pherbecta is een vliegengeslacht uit de familie van de slakkendoders (Sciomyzidae).

## Soorten
- P. limenitis Steyskal, 1956